# Neuwiedia
Neuwiedia je rod kaćunovki iz potporodice Apostasioideae s 10 priznatih vrsta raširenih od južne Kine i Indokine pa do jugozapadnog pacifika.

## Vrste
1. Neuwiedia annamensis Gagnep.
2. Neuwiedia borneensis de Vogel
3. Neuwiedia elongata de Vogel
4. Neuwiedia griffithii Rchb.f.
5. Neuwiedia inae de Vogel
6. Neuwiedia malipoensis Z.J.Liu, L.J.Chen & K.Wei Liu
7. Neuwiedia siamensis de Vogel
8. Neuwiedia singapureana (Wall. ex Baker) Rolfe
9. Neuwiedia veratrifolia Blume
10. Neuwiedia zollingeri Rchb.f.